# Grębocin (województwo małopolskie)
Grębocin – wieś w Polsce położona w województwie małopolskim, w powiecie proszowickim, w gminie Nowe Brzesko.
W 1595 roku wieś położona w powiecie proszowskim województwa krakowskiego była własnością wojewody kijowskiego Konstantego Wasyla Ostrogskiego. W latach 1975–1998 miejscowość administracyjnie należała do województwa krakowskiego.
Zobacz też: Grębocin, Grębociny